# Palgat
Der Palgat, auch Pahlgaht oder Paulgaut, war ein hinterindisches Längenmaß und in Rangun, Pegu und Ava verbreitet, Regionen im heutigen Myanmar. Es entsprach etwa der Länge eines englischen Zolls.
- 1 Palgat = 11¼ Pariser Linien etwa 2,5071 Zentimeter

Die Maßkette war etwa:
- 1 Taim = 18 Palgat/Pahlgaht/Paulgaut[1] = 202,5 Pariser Linien = 5/11 Meter, etwa 0,4545 Meter[2]